# Трихинеллы
Трихинеллы (лат. Trichinella) — род паразитических круглых червей класса Enoplea. В роли хозяев выступают плотоядные млекопитающие, в том числе — человек. Первая личиночная стадия паразитирует в поперечно-полосатой мускулатуре, три последующих личиночных стадии и взрослые особи — в просвете тонкого кишечника. Трихинеллы вызывают смертельно опасное заболевание — трихинеллёз.

## Жизненный цикл
Копуляция раздельнополых червей происходит в просвете тонкого кишечника окончательного хозяина. Эмбриональное развитие и вылупление личинок из яйца происходит в половых путях самки (яйцеживорождение). Самки трихинелл внедряют передний конец тела в кишечный эпителий и рождают 1—2 тысячи личинок, которые разносятся через кровеносные и лимфатические сосуды по всему телу хозяина, оседая в скелетных мышцах - икроножных, межреберных, жевательных, иногда - в диафрагме. 

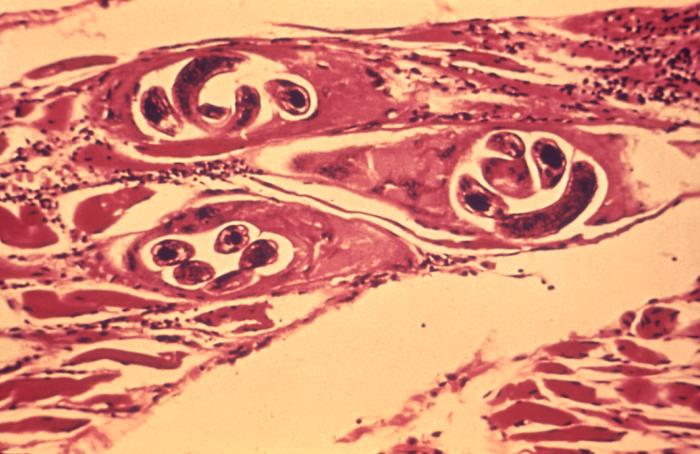
Гистологический срез поперечно-полосатой мышцы, содержащей капсулы с личинками трихинелл.

Выживают лишь те личинки, которые попадали в поперечнополосатые мышцы с усиленным кровоснабжением (жевательные, глазодвигательные,диафрагму). Там они разрушают сарколемму и внедряются в мышечные волокна, вызывая местное неспецифическое воспаление. Как ответ на инвазию, стремясь изолировать паразита, организм хозяина формирует вокруг личинки плотную хрящевую капсулу, стенки которой впоследствии ещё и пропитывается известью, однако обмен веществами между паразитом и хозяином не прекращается. Эта стадия (мышечная трихина) длится многие годы и является фазой ремиссии. При лечении, категорически запрещено принимать препараты, могущие растворить капсулу. 
Заражённость мышц личинками трихинелл может достигать 15 тысяч на килограмм ткани.
Для замыкания жизненного цикла необходимо, чтобы мышцы хозяина съело другое млекопитающее. При попадании в тонкую кишку в течение нескольких дней трихинелла претерпевает четыре линьки, достигая половой зрелости. Таким образом, для развития одного поколения необходима смена хозяина, который последовательно выступает в роли окончательного для родительских форм и промежуточного — для дочерних.

## Круг хозяев
В природе в роли хозяев трихинелл обычно оказываются плотоядные млекопитающие, хотя в экспериментальных условиях удавалось заразить и травоядных. Домашние животные могут заражаться от диких, поедая их. Например, известно, что жизненный цикл некоторых видов способен осуществляться в свиньях и крысах. При очень интенсивных инвазиях хозяин может погибнуть.